# Tokio Occidental
Tokio Occidental, también conocido como zona de Tama (多摩地域 Tama chiiki?), región de Tama (多摩地方 Tama-chihō?) o toka (都下?), en la Metrópolis de Tokio consta de 30 municipios comunes (ciudades, villas y pueblos) a diferencia de la parte oriental, que consta de 23 barrios especiales.

## Descripción
Mientras que en el este de la Metrópolis de Tokio, los 23 barrios especiales ocupan el área que anteriormente era la Ciudad de Tokio, el oeste consta de otros 30 municipios comunes (ciudades, villas y un pueblo).
Estas son las ciudades, villas y pueblo:
| - Akiruno - Akishima - Chōfu - Fuchū - Fussa - Hachiōji - Hamura | - Higashikurume - Higashimurayama - Higashiyamato - Hino - Inagi - Kiyose - Kodaira | - Koganei - Kokubunji - Komae - Kunitachi - Machida - Mitaka | - Musashimurayama - Musashino - Nishitokyo - Ōme - Tachikawa - Tama |

Los pueblos de Hinode, Mizuho, Okutama y la villa de Hinohara se sitúan en el Distrito de Nishitama.
Las islas de Tokio (incluidos los archipiélados Bonin, Islas de Los Volcanes, Izu y las islas deshabitadas de Parece Vela y Minamitorishima) no se consideran parte de Tokio Occidental.

## Historia

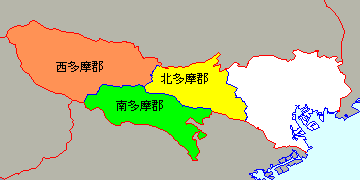
Antiguos distritos en la zona de Tokio Occidental.

Bajo el sistema Ritsuryō, Tokio Occidental formaba parte de la Provincia de Musashi. La capital provincial era Fuchū. El templo provincial (kokubunji) estaba en Kokubunji y el principal santuario (ichinomiya) estaba en Tama.
Antiguamente, Tokio Occidental se componía de tres distritos:
- Distrito de Nishi-Tama (西多摩郡 Nishi-Tama-gun?) (lit. "Tama Occidental") abarcaba las actuales ciudades de Akiruno, Fussa, Hamura, y Ōme; además de los cuatro municipios (tres pueblos y una villa) que todavía forman parte del distrito.
- Distrito de Minami-Tama (南多摩郡 Minami-Tama-gun?) (lit. "Tama del Sur") abarcaba la zona ocupada en la actualidad por Hachiōji, Hino, Inagi, Tama, y Machida. Con la formación de Inagi (la última ciudad creada en Tokio, en el 1971), el Distrito de Minamitama dejó de existir.
- Distrito de Kita-Tama (北多摩郡 Kita-Tama-gun?) (lit. "Tama del Norte") consistía en las actuales ciudades de Akishima, Chōfu, Fuchū, Higashikurume, Higashimurayama, Higashiyamato, Kiyose, Kodaira, Koganei, Kokubunji, Komae, Kunitachi, Mitaka, Musashimurayama, Musashino, Nishitokyo, y Tachikawa, así como algunas zonas de Setagaya. Con la creación de la ciudad de Musashimurayama en 1970, el Distrito de Kitatama dejó de existir.